# 15199 Rodnyanskaya
15199 Rodnyanskaya è un asteroide della fascia principale. Scoperto nel 1974, presenta un'orbita caratterizzata da un semiasse maggiore pari a 2,2227224 UA e da un'eccentricità di 0,1568898, inclinata di 2,87614° rispetto all'eclittica.